# Elkton, Virginia
Elkton är en kommun (town) i Rockingham County i den amerikanska delstaten Virginia med en yta av 3,6 km² och en folkmängd, som uppgår till 2 042 invånare (2000). Elkton uppstod kring en affär som George Conrad grundade. Orten hette ursprungligen efter affären Conrad's Store och fick namnet Elkton år 1881.